# Булычёвский сельсовет (Московская область)
Булычёвский сельсовет — упразднённая административно-территориальная единица, существовавшая на территории Московской губернии и Московской области до 1968 года.
Булычёвский с/с был образован в первые годы советской власти. По данным 1921 года он входил в состав Стремиловской волости Серпуховского уезда Московской губернии.
В 1926 году Булычёвский с/с включал деревни Булычёво и Горелово.
В 1929 году Булычёвский с/с был отнесён к Лопасненскому району Серпуховского округа Московской области.
14 июня 1954 года к Булычёвскому с/с был присоединёны Вауловский и Дубненский с/с.
15 июля 1954 года Лопасненский район был переименован в Чеховский район.
15 апреля 1959 года из Булычёвского с/с в Шараповский с/с были переданы селения Беляево, Ваулово и Климовка, а из Кудаевского с/с в Булычевский — селения Капустино, Петропавловка, Радутино и Сохинки.
3 июня 1959 года Чеховский район был упразднён и Булычёвский с/с отошёл к Серпуховскому району.
1 февраля 1963 года Серпуховский район был упразднён и Булычёвский с/с вошёл в Ленинский сельский район. 11 января 1965 года Булычёвский с/с был возвращён в восстановленный Чеховский район.
5 августа 1968 года Булычёвский с/с был упразднён, а его территория была преобразована в Дубненский с/с.